# Carlota de Mèxic
Charlotte de Bèlgica o Carlota de Mèxic (Palau de Laeken, 1840 - Castell de Bouchout (Bèlgica), 1927) fou princesa de Bèlgica amb el tractament d'altesa reial, dipositària de la resta de títols inherents als membres de la Casa de Saxònia-Coburg Gotha, princesa de Saxònia-Coburg Gotha, arxiduquessa d'Àustria, duquessa de Saxònia i esposa del Vice-Rei dels Llombards i de Venècia i emperadriu de Mèxic.

## Història
Nascuda al Palau de Laeken, als afores de Brussel·les, el dia 7 de juny de l'any 1840, filla del rei Leopold I de Bèlgica i de la princesa Lluïsa d'Orleans. Carlota era neta per línia paterna del príncep Francesc Frederic de Saxònia-Coburg-Saafeld i de l'Augusta de Reuss zu Ebersdorf i per línia materna del rei Lluís Felip I de França i de la princesa Maria Amèlia de Borbó-Dues Sicílies.
El dia 27 de juliol de 1857 es casà a Viena, a l'edat de 17 anys, amb l'arxiduc Maximilià d'Àustria, fill de l'arxiduc Francesc Carles d'Àustria i de la princesa Sofia de Baviera.
Després de viure a Mèxic amb el seu marit la pressió dels revolucionaris mexicans, viatjà a Europa per a obtenir suports, però fou debades. Carlota fou retinguda per la seva família a Europa a causa de l'empitjorament de la situació política a Mèxic, cosa que feu agreujar encara més la seva inestabilitat mental. L'afusellament del seu marit Maximilià I de Mèxic el 19 de juny del 1867 per Benito Juárez no feu altra cosa que abocar-la definitivament a la malaltia mental que ja patia i que arrossegà la resta de la seva vida.